# Dacrydium elatum
Dacrydium elatum (семпілор) — вид хвойних рослин родини подокарпових.
Видовий епітет означає «високий» і вказує на великі розміри, яких цей вид може досягати.

## Опис
Дводомне дерево 8–40 м у висоту і 10–100 см діаметром, з прямим стовбуром, коричневою корою і багатьма стрункими, більш-менш висхідними гілками і малими гілочками, що утворюють пучки, які разом складають куполоподібну крону. Листки молодих рослин лінійно-ланцетні, довжиною, принаймні, 14 мм, шириною 0,3 мм і товщиною 0,2 мм, поступово стають все коротшими і трохи ширшими. Перехідні форми листків шириною 0,3–0,4 мм, товщиною 0,2 мм, й 2–4 мм завдовжки. Дорослих дерев листки  у вигляді трикутних лусок розміром 1–1.5 на 0,4–0,6 мм. Неповнолітні пагони іноді змішуються з дорослими пагонами. Пилкові шишки малі, 4–8 мм завдовжки і 1–1,2 мм в діаметрі. Насіннєві шишки поодинокі або розташовані в невеликих групах, 1,5–2 мм завдовжки, червоні при зрілості. Самотнє насіння довжиною 3 мм, шириною 4–4,5 мм, блискуче-чорне.

## Поширення, екологія
Країни поширення: Камбоджа; Індонезія (Суматра); Лаос; Малайзія (півострів Малайзія, Сабах, Саравак); Філіппіни; Таїланд; В'єтнам. Зазвичай зустрічається в середніх і низьких гірських лісах (від 100 до 2000 м над рівнем моря), часто в болотистих лісах. У межах ареалу середня річна температура становить 21,2°C, з середнім мінімумом в найхолодніший місяць 12,7°С, а середня річна кількість опадів 2095 мм.

## Використання
Деревина використовується для будівництва в більшій частині ареалу.

## Загрози та охорона
У В'єтнамі, цей вид був оцінений як вразливий, через надмірну вирубку для деревини і значні площі проживання були переобладнані для інших цілей, таких як виробництво каучуку. В Малайзії та Індонезії багато торф'яних боліт були перетворені на плантації олійної пальми. Росте в ряді природоохоронних територій у всьому діапазоні поширення.